# Celebrator
Celebrator — двойной альбом-сборник группы U.D.O., вышедший в 2012 году. Celebrator — производное существительное от слова празднование, торжества (англ. celebration); в русском языке вероятно подойдёт именинник. Альбом выпущен в год празднования 60-летнего юбилея Удо Диркшнайдера.

## Об альбоме
Celebrator представляет собой компиляцию перезаписанных редких записей группы, ранее выпускавшихся либо на только на синглах, либо в качестве бонус-треков, записанных, но не выпущенных песен, обработок и трибьютов.
Альбом реализуется AFM Records на диджипаке (AFM 407-9).

## Список композиций

### CD1
| №   | Название                                                                                      | Перевод названия                 | Длительность |
| --- | --------------------------------------------------------------------------------------------- | -------------------------------- | ------------ |
| 1.  | «Stormbreaker» (ремикс с альбома Rev-Raptor, бонус-трек на японском издании)                  | «Волнолом»                       |              |
| 2.  | «Tallyman» (ранее не издававшаяся песня с сессии записи Rev-Raptor)                           | «Маркёр»                         |              |
| 3.  | «Run!» (ремикс с DVD Thundervision, бонус-трек на японском издании)                           | «Беги!»                          |              |
| 4.  | «Free or Rebellion» (ремикс с сингла Leatherhead, бонус-трек)                                 | «Свобода или бунт»               |              |
| 5.  | «Bleeding Heart» (ремикс с альбома Dominator, бонус-трек на японском издании)                 | «Кровоточащее сердце»            |              |
| 6.  | «The Silencer» (ранее не издававшаяся песня с сессии записи Dominator)                        | «Глушитель»                      |              |
| 7.  | «Bodyworld» (ремикс с сингла Infected, бонус-трек)                                            | «Реальный мир»                   |              |
| 8.  | «Systematic Madness» (ремикс с сингла Infected, бонус-трек)                                   | «Систематическое безумие»        |              |
| 9.  | «Head Over Heels» (кавер-версия песни Accept в исполнении Hammerfall с участием Диркшнайдера) | «Безумно влюблён»                |              |
| 10. | «Balls to the Wall» (версия песни Accept, исполненная на фортепиано)                          | «Яйцами об стену»                |              |
| 11. | «Artificialized» (ранее не издававшаяся песня с сессии записи Mastercutor)                    | «Искусственно модернизированный» |              |
| 12. | «They Only Come Out At Night» (песня Lordi с участием Диркшнайдера)                           | «Они выходят только ночью»       |              |
| 13. | «Streets Of Sin» (ремикс с сингла The Wrong Side Of Midnight, бонус-трек)                     | «Грешные улицы»                  |              |

### CD2
| №   | Название                                                                           | Перевод названия               | Длительность |
| --- | ---------------------------------------------------------------------------------- | ------------------------------ | ------------ |
| 1.  | «Tears of a Clown» (версия в исполнении симфонического оркестра)                   | «Слёзы клоуна»                 |              |
| 2.  | «Man а King Ruler» (ремикс с альбома Mastercutor, бонус-трек на японском издании)  | «Человек, правящий как король» |              |
| 3.  | «Hardcore Lover» (ремикс с сингла 24/7, бонус-трек)                                | «Бескомпромиссный любовник»    |              |
| 4.  | «Scream Killers» (ремикс с сингла 24/7, бонус-трек)                                | «Убийцы крика»                 |              |
| 5.  | «Platchet Soldat» (запись с участием Фактор 2, ремикс c русскими артистами)        | «Плачет солдат»                |              |
| 6.  | «Borderline» (с альбома Thunderball, бонус-трек на японском издании)               | «Граница»                      |              |
| 7.  | «Dancing with an Angel» (ремикс с альбома Man and Machine, с участием Doro)        | «Танцую с ангелом»             |              |
| 8.  | «X-T-C» (ремикс с альбома A Tribute To Accept Vol. 2)                              | «Экстази»                      |              |
| 9.  | «Azrael» (ремикс с альбома No Limits)                                              | «Азраил»                       |              |
| 10. | «The Key» (ремикс с альбома No Limits, бонус-трек на японском издании)             | «Ключ»                         |              |
| 11. | «Metal Gods» (кавер-версия песни Judas Priest с альбома A Tribute to Judas Priest) | «Металлические боги»           |              |
| 12. | «Born to Be Wild» (песня в исполнении Raven с участием Диркшнайдера)               | «Рождённый диким»              |              |

## Участники записи
- Удо Диркшнайдер — вокал
- Штефан Кауфманн — гитара
- Игор Джианола — гитара
- Фитти Винхольд  — бас-гитара
- Франческо Джовино — ударные